# آسمان شب
آسمان شب نام یک برنامه تلویزیونی است که به صورت هفتگی از شبکه چهار از ۱۶ اردیبهشت ۱۳۸۰ همزمان با اولین روز نجوم در ایران، با تهیه‌کنندگی و کارگردانی سیاوش صفاریان‌پور پخش می‌شود و به علم نجوم می‌پردازد. 

## تولید
پخش این برنامه به دنبال ویژه برنامه‌های موفقی مانند خورشیدگرفتگی کامل ۱۳۷۸ و سیارهٔ سرخ، با نام کامل «آسمان شب، طبیعت فراموش شده» به تهیه‌کنندگی سیاوش صفاریان‌پور و اجرای علی‌اکبر عبدالرشیدی از ۱۶ اردیبهشت ۱۳۸۰ و هم‌زمان با برگزاری نخستین روز نجوم در ایران، آغاز شد. پس از آن نیز افراد دیگری اجرای آن را برعهده داشته‌اند و آخرین مجری آن شخص تهیه‌کننده‌است.

## ماندگاری
این برنامه تلویزیونی را می‌توان یکی از پایدارترین برنامه‌های تلویزیون در ایران در سال‌های اخیر دانست. در شب یلدای سال ۱۳۸۶ شبکهٔ ۴ پخش پانصدمین قسمت برنامهٔ آسمان شب را جشن گرفت و در ۱۶ اردیبهشت ۱۳۸۹ نیز جشن ده سالگی این برنامه مستقیماً از تلویزیون پخش شد.
راز ماندگاری آسمان شب را باید در حاشیه امن موضوع برنامه و در میزان جذب بینندگان پرشمار آن جستجو کرد. اطلاع‌رسانی اخبار و وقایع نجومی و خصوصاً بیان مفاهیم پیچیده ستاره‌شناسی به زبان ساده رویکرد ویژه این مجموعه تلویزیونی در طول این سال‌ها بوده‌است. طیف مخاطبان این برنامه تلویزیونی دامنه‌ای وسیع دارد و شامل دانش آموزان و محصلان تا چهره‌های برجسته فرهنگی و اجتماعی ایران و در عین حال عامه مردم می‌باشد.پخش این برنامه پس از ۱۶ سال و ۲۲ فصل متوقف شد.

## سری جدید (فصل ۲۲ام)
در آستانه ۱۶ سالگی این برنامه، فصل بیست‌ودوم این مجموعه پس از وقفه‌ای چند ساله، در جمعه ۲۳ مهر ۱۳۹۵ همزمان با هفته جهانی فضا، دوباره از سر گرفته‌شد. فصل ۲۲ام آسمان شب با تهیه‌کنندگی و کارگردانی سیاوش صفاریان‌پور در بخش‌های متنوعی چون یک پنل کارشناسی، یک موضوع اصلی، بخش‌های «در آسمان» با اجرای کاظم کوکرم، «پیشتازان فضا» با اجرای پوریا ناظمی، و «ناتیلوس» با اجرای حافظ آهی، هر جمعه‌شب از شبکه چهارم سیما بخش می‌شود.